# Kajo Schommer
Karl Josef „Kajo“ Schommer (* 11. März 1940 in Kall; † 8. Juli 2007 in Köln) war ein deutscher Politiker (CDU). Von 1990 bis 2002 war er Sächsischer Staatsminister für Wirtschaft und Arbeit.

## Leben
Als Sohn eines Molkereidirektors in Kall (Eifel) studierte Schommer nach seinem 1959 am Städtischen Emil-Fischer-Gymnasium in Euskirchen abgelegten Abitur – von der Sexta bis zur Untersekunda war er Schüler am Hermann-Josef-Kolleg Steinfeld – und der Reserveoffiziersausbildung bei der Luftwaffe Wirtschaftswissenschaften an der Universität Köln und der Hochschule für Welthandel Wien. Nach seinem Abschluss als Diplom-Kaufmann 1967 war er zunächst wissenschaftlicher Mitarbeiter im Institut für Betriebswirtschaft und Marktforschung sowie im Institut für Agrarpolitik und Marktlehre der Universität Köln. Im Zuge seiner Promotion zum Dr. agr. pol. in Köln 1973, wechselte er beruflich zur Bundesanstalt für Milchforschung nach Kiel.
1974 wurde er Referent im Landesministerium für Wirtschaft und Verkehr in Schleswig-Holstein. 1982 wurde Schommer Stadtkämmerer und Dezernent für Wirtschaft, Verkehr und Liegenschaften der Stadt Neumünster. Vier Jahre später wurde er Bürgermeister.
Am 14. Oktober 1990 wurde er durch den sächsischen Ministerpräsidenten Kurt Biedenkopf zum Staatsminister für Wirtschaft und Arbeit berufen. Dessen drei Kabinetten gehörte er bis zum Mai 2002 an. Danach war er Honorarprofessor für Gründungsmanagement an der Technischen Universität Chemnitz.
Am 8. Juli 2007 erlag er in Köln dem Prostatakrebs.

## Politik
Unter Schommers Amtszeit entwickelte sich Sachsen zum prosperierenden Wirtschaftsstandort Ostdeutschlands. Dank geschickter Wirtschaftsförderung (Leipziger Messe) und Ansiedlungsprämien siedelten sich viele international bedeutsame Großunternehmen in Sachsen an, darunter VW, Infineon (heute Qimonda), AMD Saxony und BMW. Gleichzeitig forcierte Schommer als Verkehrsminister verschiedene Infrastrukturprojekte in Sachsen, wie die Autobahn A 17, die Rollende Landstraße Dresden – Lovosice, die Waldschlößchenbrücke, den City-Tunnel Leipzig, den Flughafenausbau und die für Sachsen relevanten Verkehrsprojekte Deutsche Einheit.
Schommer galt gemeinsam mit seinem politischen Ziehvater Biedenkopf als Verfechter der „Leuchtturm-Politik“, also der räumlich konzentrierten Unterstützung von starken Wirtschaftsstandorten. Dank den Sanierungs- und Förderprojekten wie „Atlas“, „Zeus“ und „Herkules“, die unter seiner Führung im Wirtschaftsministerium entwickelt wurden, konnten von der Treuhandanstalt totgesagte DDR-Betriebe überleben. Andere seiner wirtschaftsliberalen Ideen, wie der Fall des Ladenschlussgesetzes, wurden erst nach seiner Amtszeit Realität. Er galt ferner als Kritiker der Politik der Treuhandanstalt und des Hartz-Konzepts.

## Privates Engagement
Bereits während seiner Zeit in Kiel war Schommer einer der Initiatoren des Schleswig-Holstein-Musikfestivals.
Nach dem Tod seiner Ehefrau Gabriele 2003 führte er deren Engagement für den Kinderschutzbund und dessen Kinderhaus in Ullersdorf, seinem sächsischen Wohnort, fort.
In den Jahren 2003 bis 2006 war Kajo Schommer Vorstandsvorsitzender des Fördervereins Kulturhauptstadt Görlitz-Zgorzelec 2010 e. V. und engagierte sich für die Bewerbung als Europastadt. Görlitz-Zgorzelec wurde Zweiter hinter Essen (Ruhrgebiet). Seit Mai 2006 war Kajo Schommer zudem aktives Mitglied im Förderverein Kulturstadt Görlitz-Zgorzelec e. V.
Hobby-Pianist Schommer war seit 2003 Gründungsmitglied des Forum Tiberius – Internationales Forum für Kultur und Wirtschaft in Dresden. Auch hier engagierte er sich in der Förderung des musikalischen Nachwuchses, er initiierte den Operngesangswettbewerb an der Dresdner Semperoper sowie den Kajo-Schommer-Klavierförderpreis.
Schommer war Mitglied der katholischen Studentenverbindungen KaV Norica Wien im ÖCV sowie KDStV Chursachsen Dresden und KDStV Rappoltstein (Straßburg) Köln im CV.

## Ermittlungsverfahren
Gegen Schommer lief ein Ermittlungsverfahren wegen Beihilfe zur Untreue in einem besonders schweren Fall. Hintergrund ist ein noch ungeklärter Beratervertrag mit dem Grünen Punkt. Schommer unterzeichnete ihn zwei Wochen nach seinem Ausscheiden als sächsischer Minister im Mai 2002. Er erhielt ein Entgelt in Höhe von 600.000 Euro, jedoch ohne dass eine adäquate Gegenleistung vereinbart war. Nach Bekanntwerden des Ermittlungsverfahrens wurde der ermittelnde Staatsanwalt der sächsischen Anti-Korruptionseinheit „INES“ versetzt.
Am 17. August 2006 erhob die Staatsanwaltschaft Dresden Anklage gegen Schommer wegen Untreue in einem besonders schweren Fall sowie Bestechlichkeit im Zusammenhang mit der QMF-Fördermittelaffäre. Noch Anfang Juli 2007 wies Schommer in einem Schreiben an die Staatsanwaltschaft die Vorwürfe zurück.

## Ehrungen und Auszeichnungen
- Komtur („Tritabhorn“) des Ordens der Krone von Thailand
- Großes Silbernes Ehrenzeichen mit dem Stern für Verdienste um die Republik Österreich
- Komturkreuz mit dem Stern des Ungarischen Verdienstordens
- Benennung eines Platzes („Kajo-Schommer-Platz“) in Ullersdorf bei Radeberg[2]